# كوابيس بيروت
كوابيس بيروت (1976) هي واحدة من مجموعة الروايات الطويلة للكاتبة السورية غادة السمان وأُصدِرت الطبعة الأولى في أكتوبر 1976. وهي عبارة عن مجموعة مذكّرات للكاتبة أثناء الحرب الأهلية في لبنان تكتبها مباشرة من قلب الحدث وتروي تفاصيل هذه الحرب وتداعياتها على بيروت ومجتمعها. 
وتصوّر الرواية الأزمات السياسية والاجتماعية التي عاشها المجتمع اللبناني خلال فترة الحرب. 
وأثناء الحرب الأهلية، احتجزت غادة السمان مع أخيها في بيتها ببيروت وعايشت الجوع والعطش والبرد والسجن والشوق. 
وكانت تشاهد من شباك غرفتها الجثث وهي تملأ الشوارع ورأت أمام أعينها حبيبها يوسف وهو يُقتل بسبب مرافقته لها. ووصفت آلامها وهي ترى مكتبتها الثمينة تحترق. 

## معلومات عن الكتاب
بدأت غادة السمان في كتابة هذه المذكّرات في نوفمبر 1975 وقد انتهت في شباط 1976. ونُشرت للمرة الأولى في سلسلة إحدى المجلات اللبنانية في أوائل 1976 حتى آب من العام نفسه اعتباراً من كابوس رقم 160.  وتحتوي الرواية على عدد كبير من المشاهد الخيالية. 
وبعدها، صُدرت المذكّرات للمرة الأولى على شكل رواية عن منشورات غادة السمان في أكتوبر 1976. ومنذ ذلك الحين صُدرت منه عدة طبعات؛ ومنها الطبعة السابعة في أكتوبر 1976 وآخرها كانت طبعة من قِبل اتحاد الكتّاب العرب.  وتُرجمت الرواية إلى لغات عدّة منها البولينية والروسية والألمانية والإيطالية والفرنسية والإنجليزية. 
وكانت الرواية قد صُدرت بطبعتها التاسعة بعد أن بقت ظلّت مادة دسمة لأقلام النقّاد والأكاديميين والمتخصصين في مجال الرواية العربية الحديثة.  وفي 2020، صُنفت من أفضل 100 رواية عربيّة 

## جولة في الكتاب[5]

### التشكيل العام
عرضت غادة السمان هذه المذكرات الدامية في شكل سلسلة من الكوابيس، فمثلا كانت تبدأ كل مقطع بعنوان «كابوس 1» وهكذا دواليك، وكان آخرها كابوس 197، وآخرها سمي بـ «حلم 1». 

### الإهداء[5]
يلفت النظر في البداية الإهداء الغير اعتيادي لهذه الرواية الغير اعتيادية، حيث اختارت الكاتبة السورية غادة السمان إهداءه إلى عمال المطبعة، الذين يعملون بالخفاء وتحت القصف، دون أن يعرف عنهم أحد ودون أن تدون أسماءهم في الأعمال الأدبية.

### البداية[5]
تبدأ الرواية بالكاتبة وهي تحاول بمساعدة أخيها إخلاء منزلها من النساء والأطفال وأخذهم لمكان «آمن» نسبيا وبعيدا عن القصف، ولكنها ما أن تعود إلى شقتها بعد عملية الإخلاء الناجحة حتى تفاجأ بأن فندق الهوليدي إن، الذي يقف أمام بيتها مباشرة قد تعرض «للاحتال» من قبل المسلحين، وهذا تجد نفسها عالقة في شقتها في قلب الأحداث وفي قلب الطلقات النارية غير مجهزة بالموارد الغذ	ائية مع احتمال انقطاع الماء والكهرباء عنها، وتتساءل والحال كذلك عن جدوى الأدب والشعر في هذه الحالة وتتمنى لو أنها تعلمت بعضا من فنون القتال للدفاع عن النفس في مواقف عصيبة كهذه!

### الأحداث[5]
تدور الأحداث بعد ذلك عندما تجد الكاتبة نفسها حبيسة في منزلها مهددة بالخطر الكامن على مقربة منها بالإضافة إلى شح الموارد الغذائية وغيرها.. وتحتوي الرواية كذلك على عدد كبير من المشاهد الخيالية، كرحلة «السيد موت»، ومغامرتها في متجر بائع الحيوانات الأليفة، والجولة الليلة لدمى عرض المتاجر في شارع الحمراء بين ضواحي المدينة، وهذه القصص تحمل الكثير من الرموز الشيقة والمعاني العميقة.

### النهاية[5]
تنتهي الرواية بمجموعة من «مشاريع الكوابيس» بالإضافة إلى الحلم الوحيد فيها لتكتمل هذه اللوحة الفنية الرائعة.

## آراء نقّاد
أشارت دراسات إلى أنّ استخدام الأوصاف الدقيقة في رواية كوابيس بيروت ساعد على بلورة أحداث الرواية وتجسيد الشخصيات، إذ ساهم الوصف المرئي واللفظي والعملي في دفع مسار القصّة عبر التواصل الوثيق في السرد وإضافة الجانب الجمالي للقصّة شيئاً. كما ساعدت في تطوير الأحداث وتحريكها عبر التوتر في السرد وخلال تقنيات التمويه للوصف. 
ورأت الناقدة ماجدة حمود "تفاوتاً بين الحقيقة والانطباع الذاتي"، مبينة أن الكاتبة، السمان، حاولت تبديد ظُلمة الكابوس وجعلته حلماً كي تخرج إلى باب الأمل لحياة جديدة. كما وثّقت الواقع ببراعة بفضل التنوّع في المشاهد التي أحدثت إيقاعات بنية الخطاب الروائيّ. 
ومن جهته، امتدح رئيس اتحاد الكتّاب العرب، د. محمد الحوراني غادة السمان قائلاً إنّها من الأديبات من الأديبات اللواتي رصدن المؤامرات والحروب على الوطن العربي واستطاعت كسر هيكلية قواعد الأدب الجافة والتمترس عبر طرح قضايا لم تطرحها الأنثى في الشرق من قبل. 